# Direito econômico internacional
Direito econômico internacional, também chamado de direito internacional econômico, é uma área do conhecimento com relevância crescente no direito internacional, envolvendo a regulação e a conduta de Estados, de organismos internacionais e de empresas privadas que operam no âmbito econômico internacional. O direito econômico Internacional abrange uma ampla gama de disciplinas que incluem o Direito Internacional Público, o Direito Internacional Privado e a legislação doméstica aplicável aos negócios internacionais.
Por diversas décadas, o direito econômico internacional foi frequentemente associado ao comércio internacional, sobretudo em decorrência do fato de que o comércio havia estabelecido as instituições multilaterais jurídicas mais consolidadas para reger o comércio internacional, tais como o Acordo Geral de Tarifas e Comércio (GATT) e, posteriormente, a Organização Mundial do Comércio. Nos dias de hoje, porém, diversas disciplinas são rotineiramente reconhecidas como tendo impacto e relevância para a área, incluindo:
- o direito monetário internacional;
- a regulação financeira internacional (inclusive a regulação bancária, de derivativos, de seguros e de valores mobiliários);
- o desenvolvimento internacional;
- o direito internacional do trabalho e dos serviços;
- o direito dos investimentos internacionais, inclusive a arbitragem comercial;
- o direito internacional da propriedade intelectual;
- o direito tributário internacional;
- o direito ambiental internacional (ou direito internacional do meio ambiente); e
- a dívida soberana e a reestruturação de dívidas.

Por causa da amplitude das atividades e das transações de caráter econômico internacional, o Direito Econômico Internacional é um campo de estudos bastante interdisciplinar. Certas decisões em uma área específica, tais como em matéria de tributação ou em regulação financeira, podem ter impactos sobre a condução da política monetária - o que pode, por seu turno, ter impactos sobre a efetividade ou as operações de um regime comercial, e vice-versa. Por conseguinte, uma grande variedade de organizações governamentais e intergovernamentais relevantes está envolvida na formulação do direito econômico internacional e de políticas correlatas. As instituições mais importantes são:
- os ministérios nacionais de finanças, autoridades comerciais e órgãos supervisores do mercado financeiro;
- instituições multilaterais, incluindo o Fundo Monetário Internacional (FMI), a Organização Mundial do Comércio (OMC), o Banco de Compensações Internacionais (BIS), a Corporação Financeira Internacional (IFC) e as demais entidades do Grupo Banco Mundial, a União Europeia (UE), a Organização Internacional do Trabalho (OIT), as Nações Unidas e a Comissão Europeia;
- instituições "minilaterais" vinculadas ao comércio bilateral e regional, à política internacional, aos acordos de regulação financeira e a outros esforços diplomáticos específicos.

## Cursos de pós-graduação especializados em Direito Econômico Internacional

### Internacionais
Em virtude das pesquisas popularizadas nos anos de 1990 por acadêmicos das áreas do Direito Internacional, da Ciência Política, das Relações Internacionais e do Direito Comercial, as instituições acadêmicas envolveram-se crescentemente com o estudo do Direito Econômico Internacional. 
Entre os estabelecimentos de ensino mais conhecidos, que oferecem cursos na área, podem ser citados:
- o Centro Jurídico da Universidade de Georgetown, que abriga o Instituto de Direito Econômico Internacional, publica o Journal of International Economic Law e oferece uma diplomação conjunta (JD/LLM) em Direito Internacional Econômico e dos Negócios;
- o Instituto Asiático de Direito Financeiro Internacional, da Universidade de Hong Kong;
- a Faculdade de Direito de Stanford, que oferece um mestrado (LLM) em Direito Econômico Internacional, Negócios e Políticas Públicas;
- a Faculdade Fletcher da Universidade de Tufts, uma faculdade de pós-graduação em Assuntos Internacionais;
- a Universidade de Stetson e a Universidade de Toulouse, que oferecem um programa conjunto de dupla titulação com um mestrado em Direito Econômico Internacional;
- a Faculdade de Direito da Universidade de Nova Iorque (NYU), que oferece mestrados (LLMs) em Regulação de Negócios Internacionais, Estudos Jurídicos Internacionais e Tributação Internacional, e que abriga o Programa Global Hauser na Faculdade de Direito;
- a Faculdade de Direito da Universidade de Warwick, que oferece um mestrado (LLM) em Direito Econômico Internacional;
- a Faculdade de Direito da Universidade de Edimburgo, que oferece um mestrado (LLM) em Direito Econômico Internacional;
- a Universidade de Lausanne, que oferece um mestrado (LLM) especializado em Direito Econômico Internacional, Europeu e Comercial;
- a Universidade de Nova Gales do Sul (NSW) em Sydney, Austrália, que oferece um mestrado (LLM) especializado em Direito Econômico Internacional e dos Negócios;
- a Universidade de Heidelberg e a Universidade do Chile, que oferecem um mestrado conjunto (LLM) em Direito Internacional, Investimentos, Comércio e Arbitragem;
- a Faculdade de Direito de Kent, que oferece um programa de mestrado (LLM) em Direito Econômico Internacional em seu campus de Bruxelas e um outro programa em Direito Comercial Internacional (LLM), que inclui módulos sobre tópicos econômicos internacionais, em seu campus de Canterbury, no Reino Unido;
- o Programa Mestrado (LLM) em Direito Econômico Internacional e Políticas, situado em Barcelona, Espanha;
- a Universidade da Antuérpia, que está estabelecendo um programa de doutorado (PhD) em Direito Econômico Internacional, mediante capacitação integrada e colaboração com o World Trade Institute;
- o Instituto de Pós-Graduação em Estudos Internacionais e sobre o Desenvolvimento, situado em Genebra, que oferece um mestrado (LLM) em Direito Internacional e inclui uma linha de especialização em Direito Econômico Internacional;
- o World Trade Institute da Universidade de Berna, que abriga um programa de mestrado de um ano cujo enfoque são as perspectivas jurídicas, econômicas e de relações internacionais sobre a regulação do comércio internacional;
- a Faculdade de Direito da Universidade de Ottawa oferece um mestrado (LLM) com concentração em Direito do Comércio Internacional e dos Investimentos; e
- a Universidade de Bocconi, em Milão, que oferece um doutorado (PhD) em Estudos Jurídicos (Direito Internacional e Economia).

Ademais, uma grande de quantidade de institutos de pesquisa (think tanks) e de organizações sem fins lucrativos contribuem para o campo de estudo do Direito Econômico Internacional, incluindo:
- o Conselho do Atlântico;
- a Associação de Comércio Internacional de Washington;
- a organização Americans for Financial Reform;
- o Instituto Britânico de Direito Internacional e Comparado;
- o Instituto Cato;
- a Associação Interamericana de Advogados;
- o Instituto Milken;
- o Instituto Peterson;
- o Seminário de Salzburgo;
- a Associação Americana de Direito Internacional;
- o Instituto de Assuntos Monetários Internacionais; e
- a Sociedade de Direito Econômico Internacional.

### No Brasil
No país, esse ramo do Direito ainda constitui uma linha acadêmica pouco explorada e um objeto de pesquisa limitado em muitas universidades públicas ou privadas. Quando há cursos sobre o tema, estão normalmente subordinados a programas com temática mais ampla, nas pós-graduações lato sensu, nos mestrados acadêmicos ou profissionalizantes ou nos doutorados. A maior parte dos cursos especializa-se, de maneira separada e sem interdisciplinaridade, em Direito Econômico, em Direito Internacional Público ou Privado ou em Direito das Relações Internacionais.
Alguns exemplos de cursos disponíveis em nível de pós-graduação lato sensu (especialização), que contêm a disciplina na grade curricular:
- a especialização em Direito Internacional da Pontifícia Universidade Católica de São Paulo (PUC-SP);
- a especialização em Direito (GCLaw) da Fundação Getúlio Vargas de São Paulo (FGV);
- a especialização em Direito Internacional do CEDIN;
- a especialização em Relações Internacionais do Damásio Educacional, que trata de numerosos assuntos jurídico-econômicos ao longo dos seus módulos;
- a especialização em Relações Internacionais da Universidade de Brasília (UnB);

Em nível de pós-graduação stricto sensu, o UniCEUB oferece programa de doutorado em Direito que contém disciplinas com viés econômico internacional, tais como sobre relações econômicas internacionais e inserção mundial do Brasil, sobre sociedade civil globalizada e direito dos grupos econômicos e sobre a internacionalização do direito.